# Danijel Aleksić
Pour les articles homonymes, voir Aleksić.
Danijel Aleksić (en serbe en écriture cyrillique : Дaниjeл Aлeкcић), né le 30 avril 1991 à Pula (Yougoslavie aujourd'hui en Croatie), est un footballeur international serbe, évoluant au poste de milieu offensif à Konyaspor.

## Biographie

### Jeunesse
Aleksić fuit la région de Pula avec sa mère alors qu'il n'est âgé que de quelques mois ; en effet les Croates menaçaient les Serbes de la région, la guerre de Yougoslavie venait de débuter. Il n'a jamais connu son père et porte le nom de sa mère.

### Carrière
Le 18 janvier 2012, il signe un contrat de trois ans et demi en faveur de l'AS Saint-Étienne où il participe à trois rencontres seulement. Le 2 septembre 2013, il signe donc en prêt à l'AC Arles-Avignon avant de voir son prêt être résilié par le club provençal qui ne l'utilise qu'à une seule reprise. Après un passage en Pologne, le joueur est transféré au FC Saint-Gall.
Au mercato d'été 2018, Aleksić rejoint le Yeni Malatyaspor. Découvrant la Süper Lig, il y effectue une saison 2018-2019 satisfaisante sur le plan individuel en marquant dix buts et délivrant six passes, ce qui lui permet d'être rappelé en sélection.
Il signe en faveur du club saoudien de l'Al-Ahli SC en juillet 2019. Mais après trois rencontres et un but, Aleksić revient en Turquie et s'engage en faveur de l'Istanbul Başakşehir pour trois saisons au mois d'août.
Le 27 septembre 2019, Aleksić réalise un doublé et une passe décisive contre le Çaykur Rizespor (5-0).